# پردیس مجازی
پردیس مجازی (به انگلیسی:virtual campus) یا پردیس الکترونیکی (به انگلیسی:e campus) به خدمات آنلاین یک کالج یا دانشگاه اشاره دارد که در آن کار کالج به‌طور جزئی یا کاملاً آنلاین، اغلب با کمک معلم، استاد یا دستیار تدریس ارائه می‌شود. اکنون بسیاری از کالج‌ها و دانشگاه‌ها چنین دوره‌هایی (یا کل دوره‌های تحصیلی) را به‌طور جزئی یا کاملاً آنلاین ارائه می‌کنند.
اکثر دانشجویانی که از پردیس‌های مجازی برای دریافت مدرک آنلاین استفاده می‌کنند، به سه دلیل اصلی، دانشجویان بزرگسال هستند:
- انعطاف‌پذیری - بزرگسالان با مشاغل تمام وقت و وظایف خانوادگی حضور روزانه در یک مدرسه سنتی را غیرممکن می‌دانند. کلاس‌های آنلاین به دانش آموزان این امکان را می‌دهد که با سرعت دلبخواه خود کار کنند و به زندگی پرمشغله خود ادامه دهند.
- هزینه – هزینه مدرک آنلاین نسبتاً ارزان‌تر از یک محیط پردیسی است. دریافت مدرک آنلاین هزینه‌هایی مانند هزینه‌های کلاس درس و هزینه‌های نگهداری تسهیلات را که دانشجویان سنتی به دلیل استفاده از محوطه دانشگاه ملزم به پرداخت آن هستند را حذف می‌کند. با این حال در اکثر کشورها معمولاً بسته به قوانین هزینه ارزان‌تر یک مدرک آنلاین از ارزش آن مدرک نمی‌کاهد.
- انتخاب گسترده - دانش آموزان می‌توانند در خانه بمانند و به مدارک تحصیلی دسترسی داشته باشند که ممکن است توسط دانشگاه‌ها یا کالج‌های اطراف ارائه نشود.

مدارس از ابزارهای مختلفی برای برگزاری کلاس‌ها استفاده می‌کنند – که معمولاً سامانه‌های مدیریت یادگیری (LMS) یا سامانه‌های مدیریت دوره (CMS) نامیده می‌شوند. CMS ممکن است به سیستم‌های مدیریت محتوا (CONTENT) نیز اشاره داشته باشد.
برخی از جنبه‌هایی که در پردیس مجازی قرار می‌گیرند شامل انواع مختلفی از فعالیت‌های یادگیری مانند سخنرانی، بحث، خواندن و انجام تکالیف است. کلاس‌ها معمولاً با استفاده از اسناد آنلاین و پایگاه‌های داده‌ای که ممکن است در دسترس آن‌ها باشد، تنظیم می‌شوند. تست‌ها و سایر تکالیف به صورت آنلاین در برنامه‌های خاصی که برای کلاس‌های آنلاین استفاده می‌شوند در دسترس هستند. روش‌های دیگر مورد استفاده در پردیس مجازی جلسات زنده، ویدئو کنفرانس، بحث و تبادل نظر و به اشتراک گذاری برنامه‌های مختلف است. افراد می‌توانند در هر زمان که بخواهند تحت کنترل معلم به نیازات آموزشی خود دسترسی داشته باشند و می‌توانند در هرجایی که اینترنت در دسترس باشد از اینگونه پردیس‌ها استفاده کنند. استفاده از ایمیل بخش بزرگی از پردیس‌های مجازی است و اغلب قبل، حین و بعد از جلسات استفاده می‌شود. ایمیل به افراد در تبادل اطلاعات کمک می‌کند یا آنها را به مسیر درست هدایت می‌کند که در افزایش و درک روش‌های مختلف در دسترس آنها از طریق اسناد و منابع آنلاین مفید است.